# Uperoleia rugosa
Uperoleia rugosa är en groddjursart som först beskrevs av Andersson 1916.  Uperoleia rugosa ingår i släktet Uperoleia och familjen Myobatrachidae. IUCN kategoriserar arten globalt som livskraftig. Inga underarter finns listade i Catalogue of Life.

## Bildgalleri

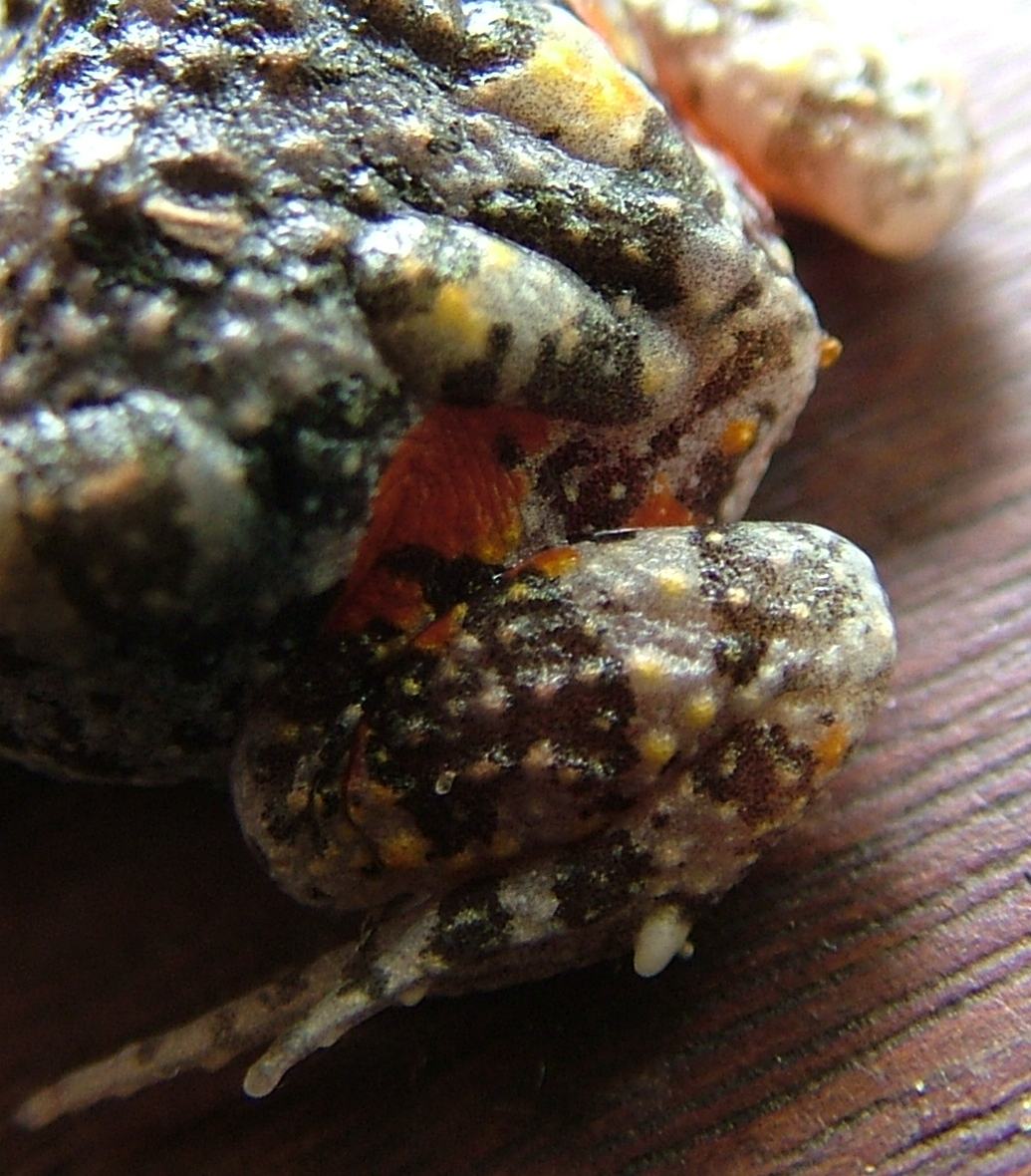